# Родопи (надлез)
Надлез Родопи е надлез в Пловдив, свързващ булевард „Санкт Петербург“ с „Кукленско шосе“. Той е част от Републикански път III-8604 и преминава над булевард „Найчо Цанов“ и жп линия Пловдив – Свиленград. Строителството му започва през 1987 - 1988 г. като заради промените след 1989 г. е замразен до 1998 г. когато отново е възстановено.

## История
Изграждането на надлез „Родопи“ започва през 1998 г. и е завършено през 1999 г. по времето на кмета Спас Гърневски. Заедно с реконструкцията на булевард „Найчо Цанов“ са стрували 35 млн. лв. За да се провери здравината на съоръжението тогава на надлеза са докарали тежкотоварни машини с баластра, които престояват отгоре 72 часа.
След „Бетонния мост“ и „Коматевския възел“ надлезът е третата връзка на район „Южен“ с останалите райони на Пловдив, разположени северно от жп линия София-Свиленград.

## Характеристики
Основите на надлеза са върху изливни стоманобетонови пилоти. Те са с дълбочина до 30 м и с диаметър 1,2 м. Технологията се реализира със специална машина, която спуска под земята стоманени тръби. Като се стигне проектната кота, на дълбочината се слага арматура и по специална технология с бетонпомпа започва от долу нагоре да се бетонира. Накрая три-четири основи се обединяват в един фундамент и от него започва колоната на съоръжението.